# Senda F
Senda F é uma cidade no departamento de Cochabamba, no estado sul-americano de Andino da Bolívia.

## Localização nas proximidades
Senda F é a sexta maior cidade do distrito (boliviano: Municipio) Chimoré, na província de Carrasco.  A aldeia de rua Senda F fica a uma altitude de 220 m entre o curso inferior do Río Coni, um afluente direito do Río Chapare, e o Río Chimoré no leste.

## Geografia
Senda F está localizada na planície boliviana, no extremo nordeste da Cordilheira dos Andes da Cordilheira Oriental.
A temperatura média da região é de 27 ° C (ver diagrama climático Villa Tunari) e oscila apenas insignificantemente entre 23 ° C em junho e julho e pouco menos de 29 ° C de novembro a fevereiro.  O clima é úmido o ano todo, a precipitação anual é de cerca de 2.300 mm.  A precipitação máxima nos meses de verão de dezembro e janeiro é superior a 300 mm, os meses de inverno de junho a setembro são menos úmidos com 60 a 100 mm de precipitação.

## Rede de transporte
A sudoeste de Senda F, a uma distância de 210 quilômetros por estrada, fica Cochabamba, a capital do departamento.
A Rota 4 da rodovia com 1.657 quilômetros de extensão, que começa no extremo oeste na fronteira com o Chile em Tambo Quemado e atravessa o Altiplano e via Cochabamba até Villa Tunari, no sopé da Cordilheira.  De Villa Tunari são 30 quilômetros até Chimoré, a Ruta 4 segue para a metrópole de várzea de Santa Cruz e finalmente termina na parte sudeste do país na fronteira com o Brasil perto da cidade de Puerto Quijarro.
Na saída leste de Chimoré antes da ponte sobre o Río Chimoré, uma rua secundária se ramifica em direção ao norte da Ruta 4, que chega a Senda F após 16 quilômetros.

## população
A população da aldeia aumentou em quase um terço apenas na última década:
| ano  | residente            | fonte |
| ---- | -------------------- | ----- |
| 1992 | sem dados detalhados | Censo |
| 2001 | 1001                 | Censo |
| 2012 | 1511                 | Censo |

Devido à distribuição populacional historicamente crescida, a região possui uma alta proporção de população quíchua, no município de Chimoré 70,4 por cento da população fala a língua quíchua.

## Provas individuais
1. ↑  INE – Instituto Nacional de Estadística Bolivia 1992
2. ↑  INE – Instituto Nacional de Estadística Bolivia 2001
3. ↑  INE – Instituto Nacional de Estadística Bolivia 2012 (Memento vom 4. março 2016 im Internet Archive)
4. ↑  INE-Sozialdaten Cochabamba 2001 (PDF; 4,4 MB)

## Links da Web
- Satellitenkarte Boliviens ab 1:2.000 GeoBolivia
- Reliefkarte der Region Villa Tunari 1:100.000 (PDF; 1,9 MB)
- Municipio Chimoré - Detailkarte und Bevölkerungsdaten (PDF; 408 kB) (Espanhol)
- Municipio Chimoré - Übersichtskarten Nr. 31204
- Departamento Cochabamba - Sozialdaten der Municipios (PDF; 7,58 MB) (Espanhol)